# Behzad Gholampour
Behzad Gholampour (en persa: بهزاد غلامپور‎; Masjed Soleyman, Irán; 23 de diciembre de 1966) es un exfutbolista y entrenador de porteros de Irán que jugaba en la posición de guardameta.

## Carrera

### Club
| Periodo   | Club          |
| --------- | ------------- |
| 1992–1994 | PAS Tehran FC |
| 1994–1998 | Esteghlal FC  |
| 1998–2000 | PAS Tehran FC |
| 2000–2004 | Saipa FC      |
| 2004–2005 | PAS Tehran FC |
| 2005      | Homa FC       |

### Selección nacional
Jugó para Irán en 28 ocasiones entre 1990 y 1999, participó en la Copa Asiática 1992 y en tres ediciones de los Juegos Asiáticos, ganando la medalla de oro en dos ocasiones.

## Logros

### Club
- Asian Club Championship: 1992–93

### Selección nacional
- Asian Games: 1990, 1998